# Scherzando
Scherzando (ook de aanduidingen scherzevole of scherzoso komen voor) is een muziekterm afkomstig uit het Italiaans (scherzare = schertsen, dartelen) die aanduidt dat iets grappig of schertsend gespeeld moet worden. Het is een karakteraanduiding..
Kenmerkend voor scherzando's zijn onder andere:
- de vaak springerige melodie,
- gebruik van veel snelle tonen
- gebruik van 'spitse' articulatie, zoals korte boogjes en staccato
- contrasterende elementen die snel achtereen worden afgewisseld (zoals hoog en laag in de ambitus, langzaam en snel in het tempo, sterk en zacht in de dynamiek)
- gebruik van soms komische effecten als glissando's of expres 'vals' gespeelde tonen
- gebruik van een 'spitse' timing door de uitvoerende
- gebruik van plotselinge effecten, motieven en ritmiek

## Luistervoorbeeld
Een geluidsfragment uit Modest Moessorgski's Schilderijen van een tentoonstelling - (VII: Limoges).